# Picea likiangensis
{{#ifeq:0|0|{{#if:|{{#if:Picealikiangensis|[[]}}|}}}}
Picea likiangensis (ялина лікянська, кит.: 丽江云杉, Ліянг юнсхан) — вид роду ялина родини соснових.

## Поширення, екологія
Країни проживання: Бутан; Китай (Цинхай, Сичуань, Тибет, Юньнань). Висота проживання: 2900—4100 м над рівнем моря. Росте в основному в горах, ущелинах і долинах річок. Змішані деревостої утворює з Abies, Larix potaninii, Picea brachytyla, Tsuga.

## Опис

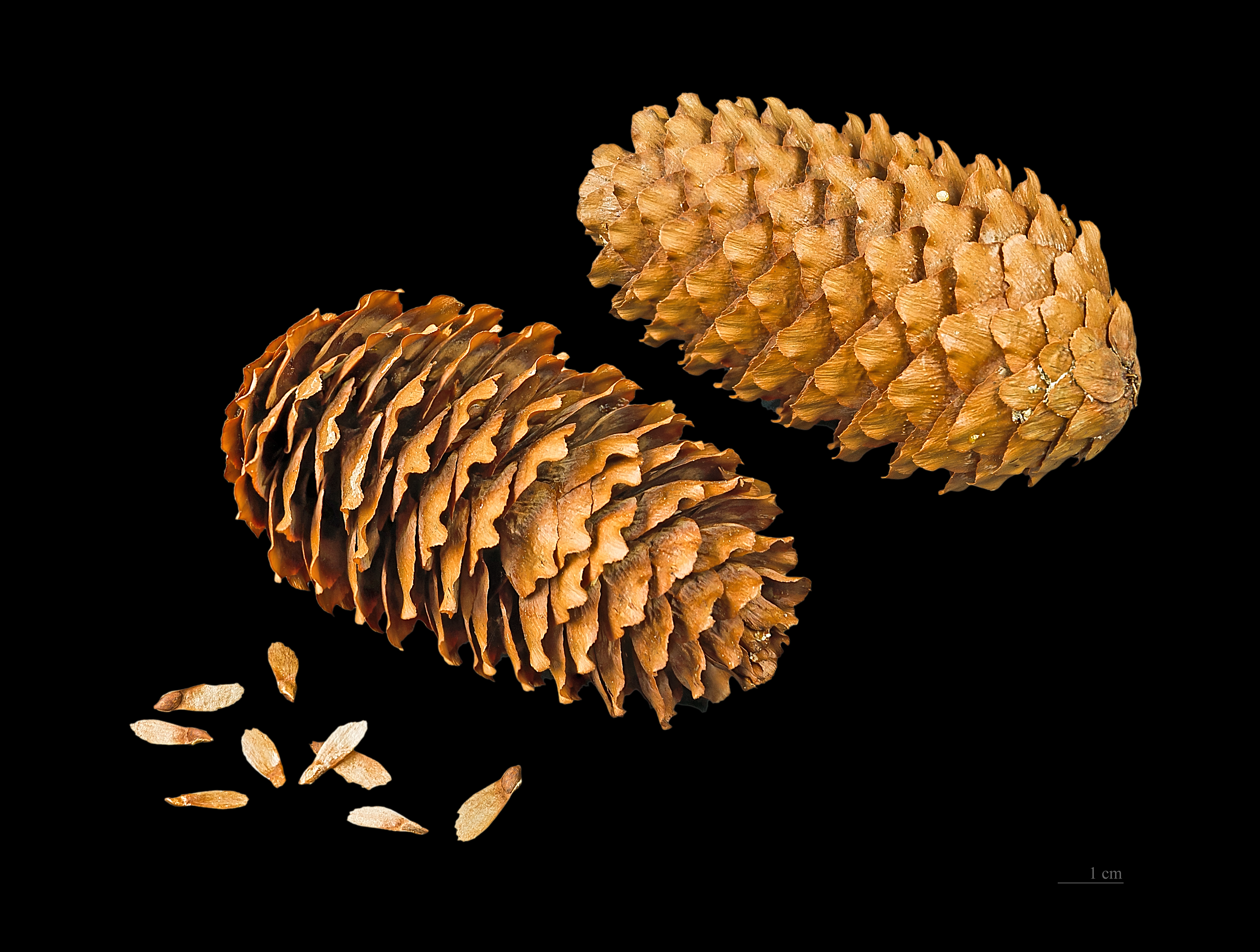
Шишка

Це вічнозелені дерева до 50 м у висоту і 250 см діаметра на рівні грудей, з пірамідальною кроною. Кора сіра або коричнево-сіра, в товстих, нерегулярних пластинах. Листя прямі або злегка зігнуті, ромбічні у перетині, розміром 6–15 × 1–1,5 мм, вершина гострим або тупа. Смолисті, коричневі зимові бруньки конічні, яйцюваті або сферичної форми. Насіннєві шишки, коли зрілі, відтінків червоного, коричневого або темно-фіолетового, яйцювато-циліндричні, розміром 4–12 × 1,7–3,5 см у відкритому стані. Насіння сіро-коричневе, 7–14 мм, мають світло-коричневі крила з пурпурними плямами. Запилення відбувається у квітні й травні, насіння дозріває у вересні й жовтні.

## Різновидності
Виділяють 5 різновидностей: 
- Picea likiangensis var. hirtella (Rehder & E.H. Wilson) W.C. Cheng
- Picea likiangensis var. likiangensis
- Picea likiangensis var. linzhiensis W.C. Cheng & L.K. Fu
- Picea likiangensis var. montigena (Mast.) W.C. Cheng
- Picea likiangensis var. rubescens Rehder & E.H. Wilson

## Використання
Деревини використовується для будівництва, стовпів, меблів і деревної маси для паперової промисловості. Кора використовується для виробництва таніну. Зі смоли виробляють ароматичні масла. У Європі та Північній Америці цей вид і його різновиди можна знайти у дендраріях та ботанічних садах, а також у великих приватних садах.

## Загрози та охорона
Вирубка в останні 75 років скоротила цей вид, за оцінками, на 30% (2010). Уряд Китаю недавно наклав заборону на вирубку в західному Китаї.